# Arghistan (district)
Pour les articles homonymes, voir Arghistan (homonymie).
Arghistan (ارغستان ولسوالۍ en pachto et ولسوالی ارغستان en persan) est un district situé dans le nord-est de la province de Kandahâr en Afghanistan. Il est bordé par le district de Spin Boldak au sud et à l'ouest, par le district de Daman à l'ouest, par la province de Zabol au nord, par le district de Maruf à l'est ainsi que par le Pakistan à l'est et au sud. Son centre administratif est le village d'Arghistan situé dans le Centre du district dans la vallée de l'Arghastan.

## Crédit d'auteurs
- (en) Cet article est partiellement ou en totalité issu de l’article de Wikipédia en anglais intitulé « Arghistan District » (voir la liste des auteurs).